# Ідлеті (Каспський муніципалітет)
Ідлеті (Каспський муніципалітет) (груз. იდლეთი) — село в Грузії.
За даними перепису населення 2014 року в селі проживає 263 особи.